# Mychajło Hankewycz
Mychajlo Hankiewicz (1804- zm. 30 września 1861 w Dobrotworze) – ksiądz greckokatolicki, poseł do austriackiego Sejmu Ustawodawczego podczas Wiosny Ludów.
Po ukończeniu seminarium gr.-kat. we Lwowie w 1831 pełnił posługę i zajmował różne funkcje kościelne w powiecie kamioneckim w Galicji. Był m.in. administratorem parafii gr.-kat. w Nowym Witkówie (1831-1838) i proboszczem parafii Dobrotworze. W l. 1847-1855 był równolegle współpromotorem parafii Sielec-Bieńków, a w l. 1842-1848 także administratorem gr.-kat. dekanatu Busk.
Podczas Wiosny Ludów poseł z Galicji (okręg 97 Radziechów) do austriackiego Sejmu Ustawodawczego (sierpień 1848 - 7 marca 1849)
Jego żoną była Barbara z Domańskich  z którą miał jednego syna i cztery córki/